# Milan Football Club 1922-1923
Questa voce raccoglie le informazioni riguardanti il Milan Football Club nelle competizioni ufficiali della stagione 1922-1923.

## Stagione

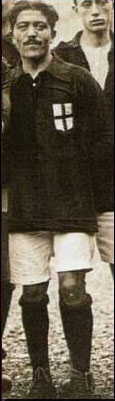
Francesco Soldera, al Milan dal 1914 al 1924

In questa stagione le due federazioni (C.C.I. e F.I.G.C.) si rifondono in un unico organismo che predispone un solo campionato. Il torneo cambia nome da "Prima Categoria" a "Prima Divisione" ed è organizzato ancora a gironi. I gironi del Nord Italia, a cui partecipano 12 squadre, sono tre.
La stagione del Milan è discreta, con un 4º posto nel girone B dietro a Genoa (che poi vincerà lo scudetto), Legnano e Bologna, conseguenza di 8 vittorie, 10 pareggi e 4 sconfitte. Durante il torneo, tra i rossoneri, spiccano per le loro prestazioni Ernesto Morandi, Francesco Soldera e Giuseppe Santagostino. In questa stagione viene tesserato per la panchina rossonera l'austriaco Ferdi Oppenheim: per la prima volta il Milan ingaggia un allenatore vero e proprio nel senso moderno del termine.

## Divise
| Casa | Trasferta |

## Organigramma societario
Area direttiva
- Presidente: Piero Pirelli
- Vice presidenti: Iro Bronzi e Mario Benazzoli
- Segretario: Giuseppe Parravicini

Area tecnica
- Allenatore: Ferdi Oppenheim

## Rosa
| N. |                   | Ruolo | Calciatore              |
| -- | ----------------- | ----- | ----------------------- |
|    | Italia (bandiera) | P     | Bruno Midali            |
|    | Italia (bandiera) | P     | Giuseppe Norsa          |
|    | Italia (bandiera) | D     | Eugenio Allievi         |
|    | Italia (bandiera) | D     | Giovanni Belloni        |
|    | Italia (bandiera) | D     | Umberto Soldati         |
|    | Italia (bandiera) | C     | Tiziano Ballarin        |
|    | Italia (bandiera) | C     | Pietro Bronzini         |
|    | Italia (bandiera) | C     | Bruno Carcano           |
|    | Italia (bandiera) | C     | Dionigi Corsi           |
|    | Italia (bandiera) | C     | Bassano Daccò           |
|    | Italia (bandiera) | C     | Alfredo De Franceschini |

| N. |                   | Ruolo | Calciatore                   |
| -- | ----------------- | ----- | ---------------------------- |
|    | Italia (bandiera) | C     | Ernesto Morandi              |
|    | Italia (bandiera) | C     | Oreste Perfetti              |
|    | Italia (bandiera) | C     | Francesco Soldera (capitano) |
|    | Italia (bandiera) | C     | Ferdinando Trabattoni        |
|    | Italia (bandiera) | A     | Enrico Forneris              |
|    | Italia (bandiera) | A     | Venerino Papa                |
|    | Italia (bandiera) | A     | Francesco Pluderi            |
|    | Italia (bandiera) | A     | Luigi Poggia                 |
|    | Italia (bandiera) | A     | Giuseppe Santagostino        |
|    | Italia (bandiera) | A     | Andrea Simontacchi           |
|    | Italia (bandiera) | A     | Gustavo Zacchi               |

## Calciomercato
| Acquisti | Acquisti         | Acquisti            | Acquisti |
| R.       | Nome             | da                  | Modalità |
| -------- | ---------------- | ------------------- | -------- |
| C        | Tiziano Ballarin | Nazionale Lombardia | -        |
| C        | Bassano Daccò    | AC Libertas         | -        |
| P        | Bruno Midali     | Marelli             | -        |
| C        | Oreste Perfetti  | Enotria Goliardo    | -        |

| Cessioni | Cessioni        | Cessioni  | Cessioni |
| R.       | Nome            | da        | Modalità |
| -------- | --------------- | --------- | -------- |
| D        | Renzo Azaghi    | Cremonese | -        |
| P        | Luigi Binda     | Novara    | -        |
| A        | Natale Loiacono | Derthona  | -        |

## Risultati

### Prima Divisione

#### Girone B

##### Girone di andata
| Arbitro: | Mombelli (Casale Monferrato) |

|                                          |           |                     |
| Santamaria 6’, 27’ Bellini 60’ Catto 68’ | Marcatori | 73’ (rig.) Bronzini |

| Arbitro: | A.Gama (Milano) |

|            |           |             |
| Zacchi 50’ | Marcatori | 15’ Moretti |

| Arbitro: | Pinasco (Sestri Ponente) |

|                               |           |            |
| Bronzini 9’ (rig.) Zacchi 85’ | Marcatori | 76’ Bonzio |

| Arbitro: | Brunetti (Torino) |

|  |           |                                                              |
|  | Marcatori | 4’, 41’, 53’, 66’, 71’, 72’ Della Valle III 82’, 89’ Alberti |

| Tortona 12 novembre 1922 5ª giornata | Derthona | 0 – 0 referto | Milan | Campo Fornaci |

| Arbitro: | Gera (Torino) |

|                                       |           |  |
| Santagostino 15’, 46’, 80’ Poggia 53’ | Marcatori |  |

| Arbitro: | Canestrini (Novara) |

|           |           |                  |
| Dugoni ?’ | Marcatori | 23’ Santagostino |

| Milano 17 dicembre 1922 8ª giornata | Milan          | 0 – 0 referto | Spezia | Campo di viale Lombardia\| Arbitro: \| Ricci (Modena) \| |
| Arbitro:                            | Ricci (Modena) |               |        |                                                          |

| Arbitro: | Olivari (Genova) |

|                                  |           |                         |
| Monticone 8’ (rig.) Ferraris 60’ | Marcatori | 40’ (rig.) Santagostino |

| Arbitro: | A.Gama (Milano) |

|             |           |                                           |
| Bardoli 68’ | Marcatori | Poggia 34’, 41’ Santagostino 58’ Papa III |

| Arbitro: | Zennaro (Genova) |

|             |           |  |
| Ballarin 8’ | Marcatori |  |

##### Girone di ritorno
| Arbitro: | Bertazzoni (Modena) |

|                  |           |                               |
| Santagostino 35’ | Marcatori | 30’ Catto 50’, 72’ Santamaria |

| Arbitro: | Alfieri (Bologna) |

|            |           |                                                           |
| Moretti ?’ | Marcatori | ?’, ?’, ?’ Papa III ?’ Santagostino ?’ Poggia ?’ Ballarin |

| Arbitro: | Zennaro (Genova) |

|  |           |            |
|  | Marcatori | 21’ Poggia |

| Bologna 11 marzo 1923 15ª giornata | Bologna        | 0 – 2 A tav. referto | Milan | Stadio Sterlino\| Arbitro: \| Ricci (Modena) \| |
| Arbitro:                           | Ricci (Modena) |                      |       |                                                 |

| Arbitro: | Olivari (Genova) |

|               |           |            |
| Soldera I 54’ | Marcatori | 12’ Crotti |

| Arbitro: | Sanguineti (Genova) |

|              |           |                    |
| Vannozzi 12’ | Marcatori | 18’ (aut.) Taverna |

| Arbitro: | A.Gama (Milano) |

|              |           |  |
| Forneris 89’ | Marcatori |  |

| Arbitro: | Canepa (Savona) |

|                       |           |              |
| Rossi 19’ Amadesi 35’ | Marcatori | 78’ Forneris |

| Milano 22 aprile 1923 20ª giornata | Milan            | 0 – 0 referto | Juventus | Campo di viale Lombardia\| Arbitro: \| Zennaro (Genova) \| |
| Arbitro:                           | Zennaro (Genova) |               |          |                                                            |

| Arbitro: | Pinasco (Sestri Ponente) |

|             |           |             |
| Belloni 54’ | Marcatori | 50’ Bazzani |

| Arbitro: | Enrietti (Torino) |

|                      |           |                  |
| Allemandi 63’ (rig.) | Marcatori | 57’ Santagostino |

## Statistiche

### Statistiche di squadra
| Competizione    | Punti | In casa | In casa | In casa | In casa | In casa | In casa | In trasferta | In trasferta | In trasferta | In trasferta | In trasferta | In trasferta | Totale | Totale | Totale | Totale | Totale | Totale | DR |
| Competizione    | Punti | G       | V       | N       | P       | Gf      | Gs      | G            | V            | N            | P            | Gf           | Gs           | G      | V      | N      | P      | Gf     | Gs     | DR |
| --------------- | ----- | ------- | ------- | ------- | ------- | ------- | ------- | ------------ | ------------ | ------------ | ------------ | ------------ | ------------ | ------ | ------ | ------ | ------ | ------ | ------ | -- |
| Prima Divisione | 26    | 11      | 4       | 5       | 2       | 12      | 15      | 11           | 4            | 5            | 2            | 20           | 13           | 22     | 8      | 10     | 4      | 32     | 28     | +4 |

### Statistiche dei giocatori
| Giocatore          | Prima Divisione | Prima Divisione |
| Giocatore          | Presenze        | Reti            |
| ------------------ | --------------- | --------------- |
| E. Allievi         | 9               | 0               |
| T. Ballarin        | 19              | 2               |
| G. Belloni         | 1               | 0               |
| P. Bronzini        | 22              | 2               |
| B. Carcano         | 1               | 0               |
| D. Corsi           | 2               | 0               |
| B. Daccò           | 5               | 0               |
| A. De Franceschini | 19              | 0               |
| E. Forneris        | 10              | 2               |
| B. Midali          | 15              | -14             |
| E. Morandi         | 8               | 0               |
| G. Norsa           | 7               | -14             |
| V. Papa            | 21              | 4               |
| O. Perfetti        | 19              | 0               |
| F. Pluderi         | 1               | 0               |
| L. Poggia          | 18              | 4               |
| G. Santagostino    | 21              | 11              |
| A. Simontacchi     | 1               | 0               |
| U. Soldati         | 21              | 0               |
| F. Soldera         | 20              | 1               |
| F. Trabattoni      | 1               | 0               |
| G. Zacchi          | 2               | 1               |